# Max Knoll
Max Knoll (Schlangenbad, 17 luglio 1897 – Monaco di Baviera, 6 novembre 1969) è stato un ingegnere e inventore tedesco.

## Biografia
Max Knoll fu un elettrotecnico tedesco che sviluppò con Ernst Ruska il primo microscopio elettronico del mondo. Knoll studiò al Technische Universität Berlin nel dipartimento delle alte tensioni. Nel 1927 entrò a far parte del gruppo di lavoro per la ricerca elettronica, dove lavorava anche Ernst Ruska. Con i suoi studi sui tubi a raggi catodici e Oscillografi nel 1931 creò il primo microscopio elettronico.
Dall'aprile 1932 fino alla fine della guerra lavorò presso la Telefunken a Berlino dove sviluppò tubi a raggi catodici, mentre era docente presso l'Università tecnica. Dal 1948 al 1956 fu professore di elettrotecnica e optoelettronica alla Princeton University negli USA. Successivamente ritornò alla TU München come direttore del nuovo dipartimento di elettronica.
Per i suoi studi e la realizzazione del microscopio elettronico, ricevette la medaglia d'argento Leibniz della Preußische Akademie der Wissenschaften nel 1941, la laurea honoris causa dell'Università di Tübingen nel 1965 e divenne socio onorario della Deutschen Gesellschaft für Elektronenmikroskopie nel 1967.

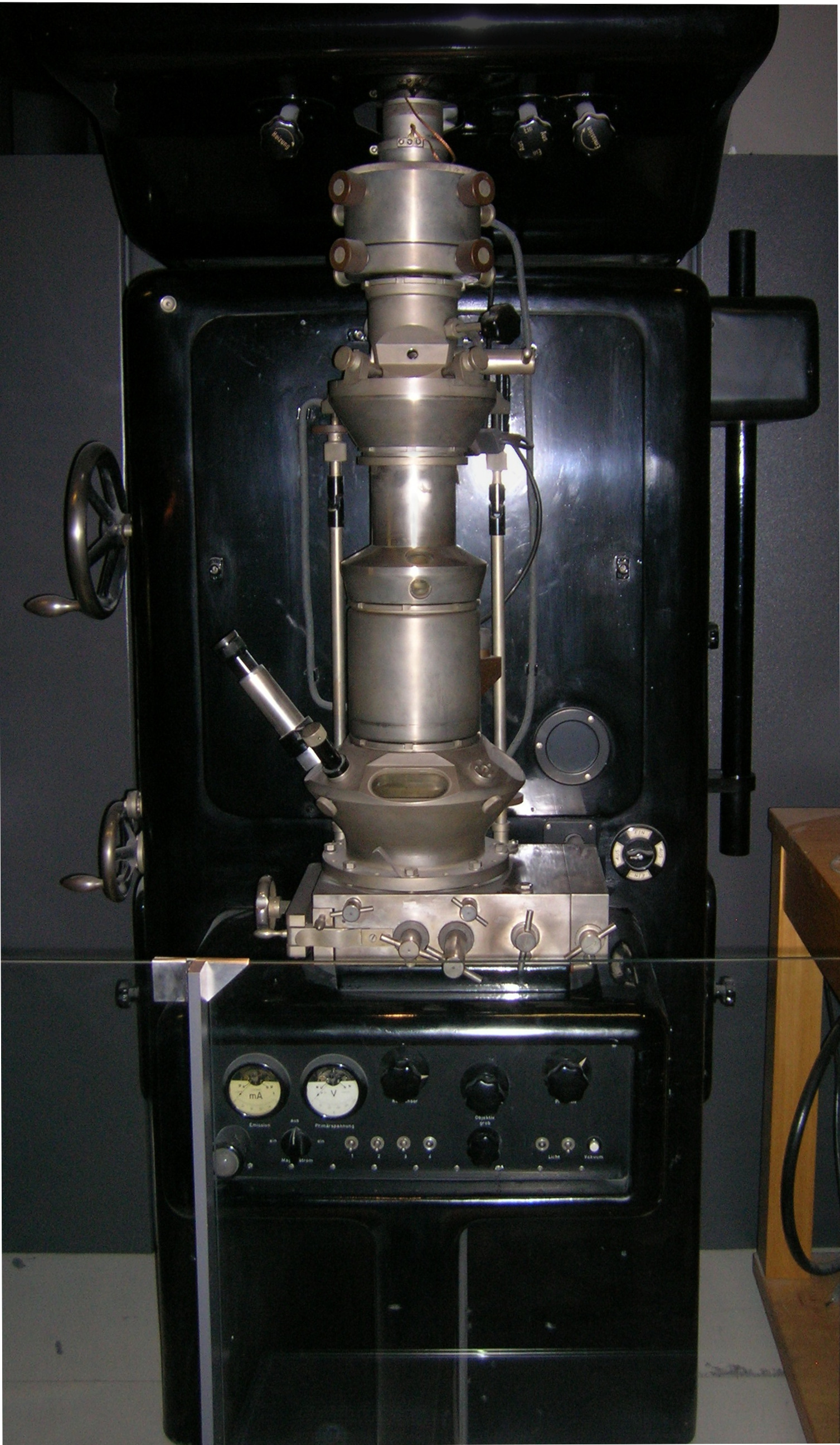
Il microscopio elettronico di Ernst Ruska e Max Knoll.